# 187680 Stelck
187680 Stelck este un asteroid din centura principală de asteroizi.

## Descriere
187680 Stelck este un asteroid din centura principală de asteroizi. A fost descoperit pe 28 februarie 2008 la Mayhill de Andrew Lowe. Asteroidul prezintă o orbită caracterizată de o semiaxă mare de 2,23 ua, o excentricitate de 0,15 și o înclinație de 5,5° în raport cu ecliptica.